# Бабак сірий
Бабак сірий (Marmota baibacina) — ссавець роду бабаків. 
Поширений в горах Тянь-Шань, Алтай (Китай (Сіньцзян), Казахстан, Киргизстан, Монголія, Росія). Населяє гірські степи й альпійські луки. На заході ареал змикається із степовим бабаком (Східний Казахстан), на сході — з монгольським бабаком (східний Алтай, Саяни). Північні популяції виділені в окремий вид — лісостеповий бабак (Marmota kastschenkoi Stroganov et Judin, 1956) на основі каріологічних досліджень.
Вперше для науки цей вид описав відомий український зоолог академік Микола Кащенко (1855—1935) у 1899 році.

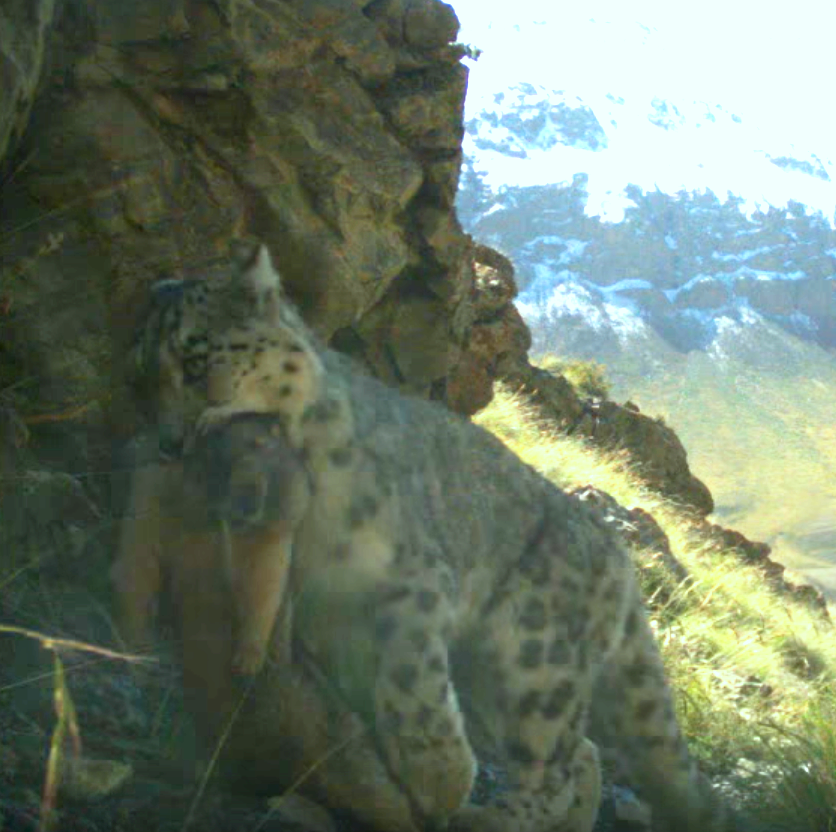
Бабак сірий, впольований сніговим барсом (Киргизстан).